# FA WSL 2018-19
La FA WSL 2018-19 fue la octava temporada de la FA Women's Super League, máxima división de fútbol femenino en Inglaterra. En ella participaron 11 equipos y los dos primeros en la tabla, se clasificaron para la Liga de Campeones Femenina de la UEFA. Fue la primera temporada tras la reestructura de los cuatro niveles más altos del fútbol femenino en Inglaterra. La WSL 2 fue renombrada como Championship. El Arsenal ganó el título y, junto con el Manchester City, se clasificó para la Liga de Campeones de la UEFA 2019-20.

## Equipos
Tras la remodelación de la estructura del fútbol femenino inglés para crear una liga completamente profesional, los clubes de primera y segunda división debían obtener una licencia, que se podía conseguir siguiendo un criterio fuera del campo. Yeovil Town estimó el presupuesto necesario para una temporada en alrededor de 350.000 libras. A los equipos de la WSL ya existentes se les ofreció una oportunidad de presentar ofertas para obtener licencias. Todos los equipos las consiguieron y permanecieron en primera división excepto el Sunderland, que no la consiguió y, por lo tanto, descendió. Al Brighton & Hove Albion, procedente de la WSL 2, se le ofreció un puesto en la WSL 1.
Esto ocasionó que 2 plazas en la WSL y hasta 5 en la Championship quedaran disponibles. 15 equipos disputaron las plazas entre las dos divisiones y West Ham United consiguió la licencia para jugar en primera división.

| Equipo                 | Ubicación            | Estadio               | Capacidad | temporada 2017–18 |
| ---------------------- | -------------------- | --------------------- | --------- | ----------------- |
| Arsenal                | Borehamwood          | Meadow Park           | 4,502     | 3º                |
| Birmingham City        | Solihull             | Damson Park           | 3,050     | 5º                |
| Brighton & Hove Albion | Crawley              | Broadfield Stadium    | 6,134     | WSL 2, 2º         |
| Bristol City           | Filton               | Stoke Gifford Stadium | 1,500     | 8º                |
| Chelsea                | Kingston upon Thames | Kingsmeadow           | 4,850     | 1º                |
| Everton                | Southport            | Haig Avenue           | 6,008     | 9º                |
| Liverpool              | Birkenhead           | Prenton Park          | 16,587    | 6º                |
| Manchester City        | Mánchester           | Academy Stadium       | 7,000     | 2º                |
| Reading                | High Wycombe         | Adams Park            | 9,617     | 4º                |
| West Ham United        | Romford              | Rush Green Stadium    | 3,000     | WPL Sur, 7º       |
| Yeovil Town            | Dorchester           | The Avenue Stadium    | 5,229     | 10º               |

### Cambios de entrenadores
| Equipo          | Antiguo entrenador/a | Causa de salida                         | Fecha de salida             | Posición en la tabla    | Nuevo entrenador | Fecha de nombramiento  |
| --------------- | -------------------- | --------------------------------------- | --------------------------- | ----------------------- | ---------------- | ---------------------- |
| Bristol City    | Willie Kirk          | Firma de contrato con Manchester United | 29 de mayo de 2018          | Final de temporada (8º) | Tanya Oxtoby     | 4 de julio de 2018     |
| West Ham United | Karen Ray            | Fin del período provisional             | 7 de junio de 2018          | Pretemporada            | Matt Beard       | 7 de junio de 2018     |
| Liverpool       | Scott Rodgers        | Despedido                               | 8 de junio de 2018          | Pretemporada            | Neil Redfearn    | 12 de junio de 2018    |
| Yeovil Town     | Jamie Sherwood       | Nombrado Director de Fútbol             | 14 de junio de 2018         | Pretemporada            | Lee Burch        | 14 de junio de 2018    |
| Liverpool       | Neil Redfearn        | Dimisión                                | 14 14 de septiembre de 2018 | 11º                     | Vicky Jepson     | 26 de octubre de 2018  |
| Everton         | Andy Spence          | Despedido                               | 7 de noviembre de 2018      | 11º                     | Willie Kirk      | 1 de diciembre de 2018 |
| Birmingham City | Marc Skinner         | Firma de contrato con Orlando Pride     | 11 de enero de 2019         | 4º                      | Marta Tejedor    | 21 de enero de 2019    |

## Tabla de posiciones
| Pos. | Equipo                 | Pts. | PJ | G  | E | P  | GF | GC | Dif. | Clasificación                           |
| ---- | ---------------------- | ---- | -- | -- | - | -- | -- | -- | ---- | --------------------------------------- |
| 1    | Arsenal (C)            | 54   | 20 | 18 | 0 | 2  | 70 | 13 | +57  | Clasificación para la Liga de Campeones |
| 2    | Manchester City        | 47   | 20 | 14 | 5 | 1  | 53 | 17 | +36  | Clasificación para la Liga de Campeones |
| 3    | Chelsea                | 42   | 20 | 12 | 6 | 2  | 46 | 14 | +32  |                                         |
| 4    | Birmingham City        | 40   | 20 | 13 | 1 | 6  | 29 | 17 | +12  |                                         |
| 5    | Reading                | 27   | 20 | 8  | 3 | 9  | 33 | 30 | +3   |                                         |
| 6    | Bristol City           | 25   | 20 | 7  | 4 | 9  | 17 | 34 | −17  |                                         |
| 7    | West Ham United        | 23   | 20 | 7  | 2 | 11 | 25 | 37 | −12  |                                         |
| 8    | Liverpool              | 22   | 20 | 7  | 1 | 12 | 21 | 38 | −17  |                                         |
| 9    | Brighton & Hove Albion | 16   | 20 | 4  | 4 | 12 | 16 | 38 | −22  |                                         |
| 10   | Everton                | 12   | 20 | 3  | 3 | 14 | 18 | 44 | −26  |                                         |
| 11   | Yeovil Town            | −3   | 20 | 2  | 1 | 17 | 11 | 60 | −49  | Descenso a FA Women's Championship      |

 Fuente: FA WSL
Criterios de clasificación: 1) Puntos; 2) Diferencia de goles; 3) Número de goles marcados
Notas:
1. ↑  Yeovil Town dedujo 10 puntos por entrar en la administración.[19]

### Posición por jornada
| Equipo ╲ Jornada       | 1       | 2  | 3  | 4  | 5  | 6  | 7  | 8  | 9  | 10 | 11 | 12 | 13 | 14 | 15 | 16 | 17 | 18 | 19 | 20 | 21 | 22 |   |
| ---------------------- | ------- | -- | -- | -- | -- | -- | -- | -- | -- | -- | -- | -- | -- | -- | -- | -- | -- | -- | -- | -- | -- | -- | - |
| Equipo ╲ Jornada       | Arsenal | 1  | 1  | 1  | 1  | 1  | 1  | 1  | 1  | 1  | 1  | 1  | 1  | 1  | 2  | 2  | 2  | 2  | 2  | 1  | 1  | 1  | 1 |
| Birmingham City        | 3       | 2  | 2  | 2  | 2  | 3  | 3  | 3  | 4  | 3  | 3  | 4  | 4  | 4  | 4  | 4  | 4  | 4  | 4  | 4  | 3  | 4  |   |
| Brighton & Hove Albion | 9       | 8  | 10 | 10 | 10 | 10 | 9  | 9  | 9  | 9  | 10 | 10 | 9  | 9  | 9  | 9  | 9  | 9  | 9  | 9  | 9  | 9  |   |
| Bristol City           | 4       | 5  | 4  | 6  | 7  | 5  | 6  | 7  | 6  | 6  | 7  | 7  | 7  | 5  | 5  | 5  | 5  | 5  | 5  | 6  | 6  | 6  |   |
| Chelsea                | 5       | 6  | 6  | 5  | 5  | 6  | 4  | 4  | 3  | 5  | 4  | 3  | 3  | 3  | 3  | 3  | 3  | 3  | 3  | 3  | 4  | 3  |   |
| Everton                | 10      | 9  | 9  | 9  | 9  | 9  | 10 | 11 | 11 | 11 | 9  | 9  | 10 | 10 | 10 | 10 | 10 | 10 | 10 | 10 | 10 | 10 |   |
| Liverpool              | 7       | 10 | 7  | 8  | 6  | 4  | 5  | 6  | 7  | 8  | 8  | 8  | 8  | 8  | 8  | 8  | 8  | 8  | 8  | 8  | 8  | 8  |   |
| Manchester City        | 6       | 3  | 3  | 3  | 3  | 2  | 2  | 2  | 2  | 2  | 2  | 2  | 2  | 1  | 1  | 1  | 1  | 1  | 2  | 2  | 2  | 2  |   |
| Reading                | 2       | 4  | 5  | 4  | 4  | 7  | 5  | 5  | 5  | 4  | 5  | 5  | 5  | 6  | 6  | 6  | 7  | 7  | 6  | 5  | 5  | 5  |   |
| West Ham United        | 11      | 7  | 8  | 7  | 8  | 8  | 8  | 8  | 8  | 7  | 6  | 6  | 6  | 7  | 7  | 7  | 6  | 6  | 7  | 7  | 7  | 7  |   |
| Yeovil Town            | 8       | 11 | 11 | 11 | 11 | 11 | 11 | 10 | 10 | 10 | 11 | 11 | 11 | 11 | 11 | 11 | 11 | 11 | 11 | 11 | 11 | 11 |   |

## Resultados
| Local \ Visitante      | ARS | BIR | BRH | BRI | CHE | EVE | LIV | MCI | REA | WHU | YEO |
| ---------------------- | --- | --- | --- | --- | --- | --- | --- | --- | --- | --- | --- |
| Arsenal                | —   | 3–1 | 4–1 | 4–0 | 1–2 | 2–1 | 5–0 | 1–0 | 6–0 | 4–3 | 3–0 |
| Birmingham City        | 0–1 | —   | 1–0 | 0–1 | 0–0 | 1–0 | 2–0 | 2–3 | 2–1 | 3–0 | 2–1 |
| Brighton & Hove Albion | 0–4 | 2–1 | —   | 0–1 | 0–4 | 0–0 | 0–1 | 0–6 | 1–4 | 0–1 | 2–1 |
| Bristol City           | 0–4 | 0–1 | 0–0 | —   | 0–0 | 1–0 | 2–1 | 1–1 | 0–1 | 1–2 | 2–1 |
| Chelsea                | 0–5 | 2–3 | 2–0 | 6–0 | —   | 3–0 | 1–0 | 0–0 | 1–0 | 1–1 | 5–0 |
| Everton                | 0–4 | 1–3 | 3–3 | 0–2 | 0–0 | —   | 2–1 | 0–4 | 3–2 | 1–2 | 0–1 |
| Liverpool              | 1–5 | 0–2 | 0–2 | 5–2 | 0–4 | 3–1 | —   | 0–3 | 0–1 | 1–0 | 2–1 |
| Manchester City        | 2–0 | 1–0 | 3–0 | 2–2 | 2–2 | 3–1 | 2–1 | —   | 1–1 | 7–1 | 2–1 |
| Reading                | 0–3 | 0–1 | 1–0 | 3–0 | 2–3 | 2–1 | 2–2 | 3–4 | —   | 1–2 | 4–0 |
| West Ham United        | 2–4 | 1–2 | 0–4 | 2–0 | 0–2 | 0–2 | 0–1 | 1–3 | 0–0 | —   | 2–1 |
| Yeovil Town            | 0–7 | 0–2 | 1–1 | 1–2 | 0–8 | 1–0 | 1–2 | 0–4 | 0–5 | 0–5 | —   |

## Estadísticas

### Máximas goleadoras
Actualizado a los partidos jugados el 11 de mayo de 2019.
| Puesto | Jugadora               | Club            | Goles |
| ------ | ---------------------- | --------------- | ----- |
| 1      | Vivianne Miedema       | Arsenal         | 22    |
| 2      | Nikita Parris          | Manchester City | 19    |
| 3      | Bethany England        | Chelsea         | 12    |
| 3      | Fara Williams          | Reading         | 12    |
| 5      | Georgia Stanway        | Manchester City | 11    |
| 5      | Daniëlle van de Donk   | Arsenal         | 11    |
| 7      | Courtney Sweetman-Kirk | Liverpool       | 10    |
| 8      | Fran Kirby             | Chelsea         | 9     |
| 8      | Jordan Nobbs           | Arsenal         | 9     |
| 10     | Erin Cuthbert          | Chelsea         | 8     |
| 10     | Kim Little             | Arsenal         | 8     |

### Máximas asistencias
Actualizado a los partidos jugados el 11 de mayo de 2019.
| Puesto | Jugadora             | Club            | Asistencias |
| ------ | -------------------- | --------------- | ----------- |
| 1      | Beth Mead            | Arsenal         | 12          |
| 2      | Vivianne Miedema     | Arsenal         | 10          |
| 3      | Katie McCabe         | Arsenal         | 8           |
| 4      | Nikita Parris        | Manchester City | 7           |
| 5      | Ramona Bachmann      | Chelsea         | 6           |
| 5      | Kim Little           | Arsenal         | 6           |
| 5      | Daniëlle van de Donk | Arsenal         | 6           |

## Premios

### Premios mensuales
| Mes        | Entrenador/a del Mes | Entrenador/a del Mes   | Jugadora del Mes       | Jugadora del Mes       | Ref.          |
| Mes        | Entrenador/a         | Club                   | Jugadora               | Club                   | Ref.          |
| ---------- | -------------------- | ---------------------- | ---------------------- | ---------------------- | ------------- |
| Septiembre | Tanya Oxtoby         | Bristol City           | Sophie Baggaley        | Bristol City           | [ 20 ]        |
| Octubre    | Joe Montemurro       | Arsenal                | Vivianne Miedema       | Arsenal                | [ 21 ] [ 22 ] |
| Noviembre  | Kelly Chambers       | Reading                | Courtney Sweetman-Kirk | Liverpool              | [ 23 ]        |
| Diciembre  | Nick Cushing         | Manchester City        | Georgia Stanway        | Manchester City        | [ 24 ] [ 25 ] |
| Enero      | Tanya Oxtoby         | Bristol City           | Erin Cuthbert          | Chelsea                | [ 26 ] [ 27 ] |
| Febrero    | Hope Powell          | Brighton & Hove Albion | Sophie Harris          | Brighton & Hove Albion | [ 28 ] [ 29 ] |
| Marzo      | Joe Montemurro       | Arsenal                | Beth Mead              | Arsenal                | [ 30 ] [ 31 ] |
| Abril      | Marta Tejedor        | Birmingham City        | Beth Mead              | Arsenal                | [ 32 ] [ 33 ] |

### Premios anuales
| Premio                            | Ganadora         | Club            |
| --------------------------------- | ---------------- | --------------- |
| Jugadora del Año de las Jugadoras | Sophie Baggaley  | Bristol City    |
| Gol del Año                       | Beth Mead        | Arsenal         |
| Parada del Año                    | Megan Walsh      | Yeovil Town     |
| LMA Manager of the Year           | Joe Montemurro   | Arsenal         |
| PFA Players' Player of the Year   | Vivianne Miedema | Arsenal         |
| PFA Young Player of the Year      | Georgia Stanway  | Manchester City |
| PFA Merit Award                   | Steph Houghton   | Manchester City |
| FWA Footballer of the Year        | Nikita Parris    | Manchester City |

### Equipo del Año
| PFA Team of the Year | PFA Team of the Year           | PFA Team of the Year           | PFA Team of the Year           | PFA Team of the Year            | PFA Team of the Year            | PFA Team of the Year            | PFA Team of the Year             | PFA Team of the Year             | PFA Team of the Year             | PFA Team of the Year            | PFA Team of the Year            | PFA Team of the Year            |
| -------------------- | ------------------------------ | ------------------------------ | ------------------------------ | ------------------------------- | ------------------------------- | ------------------------------- | -------------------------------- | -------------------------------- | -------------------------------- | ------------------------------- | ------------------------------- | ------------------------------- |
| Guardameta           | Sophie Baggaley (Bristol City) | Sophie Baggaley (Bristol City) | Sophie Baggaley (Bristol City) | Sophie Baggaley (Bristol City)  | Sophie Baggaley (Bristol City)  | Sophie Baggaley (Bristol City)  | Sophie Baggaley (Bristol City)   | Sophie Baggaley (Bristol City)   | Sophie Baggaley (Bristol City)   | Sophie Baggaley (Bristol City)  | Sophie Baggaley (Bristol City)  | Sophie Baggaley (Bristol City)  |
| Defensa              | Hannah Blundell (Chelsea)      | Hannah Blundell (Chelsea)      | Hannah Blundell (Chelsea)      | Aoife Mannion (Birmingham City) | Aoife Mannion (Birmingham City) | Aoife Mannion (Birmingham City) | Steph Houghton (Manchester City) | Steph Houghton (Manchester City) | Steph Houghton (Manchester City) | Demi Stokes (Manchester City)   | Demi Stokes (Manchester City)   | Demi Stokes (Manchester City)   |
| Centrocampista       | Ji So-Yun (Chelsea)            | Ji So-Yun (Chelsea)            | Ji So-Yun (Chelsea)            | Ji So-Yun (Chelsea)             | Kim Little (Arsenal)            | Kim Little (Arsenal)            | Kim Little (Arsenal)             | Kim Little (Arsenal)             | Lia Wälti (Arsenal)              | Lia Wälti (Arsenal)             | Lia Wälti (Arsenal)             | Lia Wälti (Arsenal)             |
| Delantera            | Vivianne Miedema (Arsenal)     | Vivianne Miedema (Arsenal)     | Vivianne Miedema (Arsenal)     | Vivianne Miedema (Arsenal)      | Erin Cuthbert (Chelsea)         | Erin Cuthbert (Chelsea)         | Erin Cuthbert (Chelsea)          | Erin Cuthbert (Chelsea)          | Nikita Parris (Manchester City)  | Nikita Parris (Manchester City) | Nikita Parris (Manchester City) | Nikita Parris (Manchester City) |